# Hennie Hollink
Hennie Hollink, all'anagrafe Hendrikus Hollink (Glanerburg, 1º ottobre 1932 – Almelo, 31 gennaio 2018), è stato un allenatore di calcio, calciatore e dirigente sportivo olandese, di ruolo attaccante.

## Caratteristiche tecniche

### Allenatore
Dava estrema importanza alla condizione fisica dei giocatori, che venivano schierati secondo i dettami del calcio totale.

## Carriera

### Allenatore
Iniziò la carriera di allenatore come tecnico di squadre di seconda divisione come l'Eindhoven e il Roda JC, portando i  Koempels all'esordio in massima serie nel 1973.
Su suggerimento dell'allora commissario tecnico della nazionale francese Ștefan Kovács al presidente dello Strasburgo Philippe Fass, nel 1974 Hollink venne ingaggiato come allenatore della squadra alsaziana. Grazie ai dettami tecnici del nuovo allenatore, lo Strasburgo migliorò le proprie prestazioni, ottenendo un nono posto nella stagione 1974-75, che valse a Hollink il rinnovo del contratto per la stagione 1975-1976. A causa di una serie di risultati poveri nel girone di andata del campionato e una situazione dirigenziale instabile Hollink abbandonò la guida tecnica dello Strasburgo a gennaio.
Tornato in Olanda nel club di seconda divisione dell'Heracles Almelo, nel 1979 Hollink venne scelto come successore di Spitz Kohn sulla panchina del Twente, conducendo i Tukkers alla qualificazione in Coppa UEFA, dalla quale verranno poi eliminati ai sedicesimi di finale per mano della Dinamo Dresda.
Nel 1981 Hollink venne ingaggiato come tecnico del Tours, ottenendo due semifinali consecutive di Coppa di Francia. Al termine della seconda stagione lo spogliatoio si spaccò per i metodi di allenamento di Hollink, generando un calo di rendimento che portò la squadra a disputare i play-out promozione salvezza, infine persi Conclusa la carriera di allenatore, Hollink ricoprì incarichi dirigenziali nel settore tecnico dell'Heracles Almelo.